# اوی-سالگان
اوی-سالگان (به لاتین: Uy-Salgan) یک منطقهٔ مسکونی در روسیه است که در داغستان واقع شده‌است.